# Lösungsmittel
Ein Lösungsmittel (auch Lösemittel, Solvens oder Menstruum) ist ein Stoff, der Gase, Flüssigkeiten oder Feststoffe lösen und dabei verdünnen kann, dabei entsteht eine Lösung. Es wird zwischen physikalischem und chemischem Lösevorgang unterschieden. Häufig werden als Lösungsmittel Flüssigkeiten wie Wasser, flüssige organische Stoffe oder auch verflüssigte Gase (beispielsweise überkritisches Kohlenstoffdioxid) eingesetzt. Auch Feststoffe können andere Stoffe lösen, indem sie diese Stoffe aufnehmen und einlagern. Beispielsweise wird in einigen Wasserstofftanks von Autos, die mit Brennstoffzellen betrieben werden, gasförmiger Wasserstoff in festem Material (genannt: Metall-organische Gerüstverbindungen, kurz MOFs) gelöst.

## Chemie
Auch wenn ein Lösungsmittel nicht unbedingt selbst an einer chemischen Reaktion teilnimmt, kann es für den gewünschten Ablauf einer chemischen Reaktion sehr wichtig sein. Dabei können die Auswirkungen des Lösungsmittels sehr unterschiedlich sein. Sie hängen ab von der Art und der Löslichkeit der beteiligten Reaktionspartner und von der Art der gewünschten Reaktion. Dabei ist wichtig und nützlich, dass durch die Auflösung der Reaktionspartner in dem Lösungsmittel die ablaufenden Reaktionen thermisch beeinflussbar und damit kontrollierbar werden und dass die
Konzentrationsangaben von gelösten Substanzen wegen der Temperaturabhängigkeit nur für eine bestimmte Temperatur gelten.
Die wichtigsten Aufgaben des Lösemittels bei chemischen Reaktionen sind
- Homogenisierung der Reaktionspartner und dadurch Vergrößerung der „Kontaktoberflächen“
- konvektiver Wärme- und Stofftransport
- Stabilisierung von Übergangszuständen der Reaktion
- Verdünnung zur Vermeidung von Nebenreaktionen

Für die Reinigung und Prozessierung von Reaktionsgemischen (Downstream-Prozess) spielen Lösungsmittel eine weitere wichtige Rolle. Hier seien exemplarisch einige wichtige Verfahrensweisen benannt:
- Fällung
- Kristallisation
- Umkristallisation
- Extraktion
- Chromatographie

## Marktwirtschaftliche Aspekte
Die wichtigste Lösungsmittel-Gruppe sind Alkohole, wie Ethanol, n-Butanol, Isopropanol und Methanol. Im Jahr 2011 wurden hiervon weltweit ca. 6,4 Mio. Tonnen nachgefragt. Für die darauf folgende Periode 2011 bis 2019 war ein überdurchschnittlicher Verbrauchsanstieg von jährlich mehr als 3 % bei Ethanol und bei den Ethern zu erwarten. Neben den halogenierten Lösungsmitteln, die in Westeuropa und Nordamerika ihren Abwärtstrend fortsetzen, werden auch Aromaten und reine Kohlenwasserstoffe langfristig weiter an Bedeutung verlieren.

## Löseeigenschaften
Die quantitative Vorhersage von Löseeigenschaften und ihrer Temperaturabhängigkeit ist nicht möglich und muss experimentell ermittelt werden. Es gibt jedoch die plausible, generelle Regel: „Similia similibus solvuntur“ (lat.: „Ähnliches löst sich in Ähnlichem“), die aber nur als Richtschnur gelten kann. Gemäß dieser Regel lösen sich polare Stoffe mehr oder weniger gut in polaren Lösemitteln (z. B. Salze in Wasser). Dagegen lösen sich unpolare Stoffe mehr oder weniger gut in unpolaren Lösemitteln (z. B. Fette und Öle in unpolaren organischen Lösemitteln wie Benzol oder Ether).

## Einteilungen
Lösungsmittel werden meist nach ihren physikalischen Eigenschaften in Klassen eingeteilt. Solche Einteilungskriterien sind z. B.:
- Siedepunkt
- Permittivität (Polarisationsfähigkeit)
- Flammpunkt
- Flüchtigkeit
- Viskosität
- Polarität
- CH-Acidität

### Aprotische Lösungsmittel
Wenn das Molekül eines Lösungsmittels nicht über eine funktionelle Gruppe verfügt, aus der Wasserstoffatome als Protonen abgespalten werden können (Dissoziation), spricht man von einem aprotischen Lösungsmittel. Sie stehen den protischen Lösungsmitteln gegenüber.

#### Aprotisch-unpolar
Alkane sind wegen des geringen Unterschieds in der Elektronegativität zwischen Kohlenstoff und Wasserstoff unpolar. Dies macht alle Stoffe dieser Gruppen ineinander leicht löslich; sie sind sehr lipophil (eigentlich noch lipophiler als die sehr schwach polaren, namensgebenden Fette) und sehr hydrophob (wasserabweisend). Aber nicht nur Wasser kann sich nicht lösen, sondern alle anderen stark polaren Stoffe auch nicht, wie z. B. kurzkettige Alkohole, Chlorwasserstoff oder Salze. In der Flüssigkeit werden die Teilchen lediglich von Van-der-Waals-Kräften zusammengehalten. Deshalb fallen bei dieser Stoffgruppe die Siedetemperaturen im Vergleich zu Molekülgröße und -masse wesentlich niedriger aus als bei permanenten Dipolen. Da eine Abspaltung von Protonen unter Bildung von Carbanionen nur mit extrem starken Basen möglich ist, sind sie aprotisch. Ebenfalls zur Gruppe der aprotisch-unpolaren Lösungsmittel gezählt werden außerdem Verbindungen wie etwa Carbonsäureester oder Ether, die zwar polare Bindungen enthalten, aufgrund ihrer niedrigen Permittivität jedoch nicht in der Lage sind, ionische Verbindungen aufzulösen.
Vertreter dieser Gruppe sind:
- Alkane (Paraffine)
- Alkene (Olefine), Alkine
- Benzol und andere Aromaten mit aliphatischen und aromatischen Substituenten
- Carbonsäureester
- Ether, z. B. Diethylether
- völlig symmetrisch gebaute Moleküle wie etwa Tetramethylsilan oder Tetrachlorkohlenstoff
- Kohlenstoffdisulfid, bei hohem Druck auch Kohlenstoffdioxid
- halogenierte Kohlenwasserstoffe, die entweder (wie Tetrachlorkohlenstoff) völlig unpolar oder aber trotz der hohen Elektronegativität des betreffenden Halogens, z. B. Chlors, nur wenig polar (Methylenchlorid) sind

- Eine spezielle Untergruppe halogenierter Kohlenwasserstoffe bilden dabei die perfluorierten Kohlenwasserstoffe (z. B. Hexafluorbenzol), die nicht nur selber unpolar, sondern auch sehr schlecht von außen polarisierbar sind und sich daher auch mit den übrigen unpolaren Lösungsmitteln eher schlecht vertragen.

#### Aprotisch-polar
Ist das Molekül jedoch mit stark polaren funktionellen Gruppen wie der Carbonylgruppe, der Nitrogruppe oder der Nitrilgruppe substituiert, so weist das Molekül ein Dipolmoment auf, zwischenmolekular tritt nun also elektrostatische Anziehung dauerhafter Dipole zu den immer noch vorhandenen (aber viel schwächeren) Van-der-Waals-Kräften hinzu. Dies hat eine wesentliche Erhöhung des Siedepunktes zur Folge und in vielen Fällen eine Verschlechterung der Mischbarkeit mit unpolaren Lösungsmitteln sowie eine Verbesserung der Löslichkeit von und in polaren Stoffen. Typische aprotisch-polare Lösungsmittel weisen eine Permittivität über 15 auf und sind in der Lage, Kationen zu solvatisieren. Da die Anionen kaum solvatisiert werden (nackte Anionen), zeigen sie eine hohe SN2-Reaktivität. Derartige Lösungsmittel sind hervorragend geeignet, um nukleophile Substitutionen unter milden Bedingungen durchzuführen. Dazu gehören:
- Ketone, z. B. Aceton
- Lactone wie γ-Butyrolacton
- Lactame wie N-Methyl-2-pyrrolidon
- Nitrile wie Acetonitril
- Nitroverbindungen wie Nitromethan
- tertiäre Carbonsäureamide wie Dimethylformamid
- Harnstoffderivate wie Tetramethylharnstoff oder Dimethylpropylenharnstoff (DMPU)
- Sulfoxide wie Dimethylsulfoxid (DMSO)
- Sulfone wie Sulfolan
- Kohlensäureester wie Dimethylcarbonat oder Ethylencarbonat

### Protische Lösungsmittel
Sobald ein Molekül über eine funktionelle Gruppe verfügt, aus der Wasserstoffatome im Molekül als Protonen abgespalten werden können (Dissoziation), spricht man von einem protischen Lösungsmittel. Diese stehen den aprotischen Lösungsmitteln gegenüber.
Das wichtigste protische Lösungsmittel ist Wasser, das (vereinfacht) in ein Proton und ein Hydroxid-Ion dissoziiert.
Weitere protische Lösungsmittel stellen z. B. Alkohole und Carbonsäuren dar. Hier erfolgt die Abspaltung des Protons immer an der OH-Gruppe, da der elektronegative Sauerstoff die entstehende negative Ladung gut aufnehmen kann.
Das Maß, in dem das jeweilige Lösungsmittel dissoziiert, wird durch die Acidität (nach dem Säure-Base-Konzept von Brønsted und Lowry) bestimmt. Es ist zu beachten, dass auch an Kohlenstoff gebundene Wasserstoff-Atome als Protonen abgespalten werden können (CH-Acidität), die Acidität dieser Verbindungen aber meist zu gering ist, um eine nennenswerte Dissoziation in neutralem Medium zu erlauben. Die Freisetzung dieser Protonen ist nur durch sehr starke Basen möglich.
Polar protische Lösungsmittel lösen Salze und polare Verbindungen, dagegen ist die Löslichkeit unpolarer Verbindungen gering.
Protische Lösungsmittel sind:
- Wasser, das wichtigste Lösungsmittel überhaupt, insbesondere in der belebten Natur
- Methanol, Ethanol und andere kurzkettige Alkohole (je größer das C-Gerüst, desto weniger stark ausgeprägt ist der polare Charakter, so ist Cholesterin z. B. ein Alkohol, aber dennoch stark lipophil)
- primäre und sekundäre Amine
- Carbonsäuren (Ameisensäure, Essigsäure)
- primäre und sekundäre Amide wie Formamid
- Mineralsäuren (Schwefelsäure, Halogenwasserstoffe bzw. Halogenwasserstoffsäuren)

### Polaritätsskalen

Reichardt-Farbstoff

Eine bekannte Skala für die Polarität eines Lösungsmittels ist die ET(30)- oder ETN-Skala. Sie leitet sich von empirischen spektroskopischen Messungen ab. Der ET(30)-Wert ist als Übergangsenergie der längstwelligen Vis/NIR-Absorptionsbande in einer Lösung mit dem negativ solvatochromen Reichardt-Farbstoff (Betain 30) bei Normalbedingungen in kcal·mol−1 definiert. Der ETN-Wert ist der auf die Polaritätsextrema Tetramethylsilan (=0) und Wasser (=1) normalisierte ET(30)-Wert.

### Tabelle mit Lösungsmitteln und ihren Daten
| Lösungsmittel                               | Schmelzp. [°C] | Siedep. [°C] | Flammp. [°C] | Dichte [g/cm3] bei 20 °C | Permittivität bei 25 °C | Dipolmoment [· 10−30 Cm] | Brechungsindex {\displaystyle n_{\mathrm {D} }^{20}} | {\displaystyle E_{\tau }(30)} [kJ/mol] | Kompressibilität [10−6 /bar] |
| ------------------------------------------- | -------------- | ------------ | ------------ | ------------------------ | ----------------------- | ------------------------ | ---------------------------------------------------- | -------------------------------------- | ---------------------------- |
| Aceton                                      | −95,35         | 56,2         | −19          | 0,7889                   | 20,70                   | 9,54                     | 1,3588                                               | 176,4                                  | 126                          |
| Acetonitril                                 | −45,7          | 81,6         | 13           | 0,7857                   | 37,5 (20 °C)            | 11,48                    | 1,3442                                               | 192,3                                  | 115                          |
| Anilin                                      | −6,3           | 184          | 76           | 1,0217                   | 6,89 (20 °C)            | 5,04                     | 1,5863                                               | 185,2                                  | -                            |
| Anisol                                      | −37,5          | 155,4        | 41           | 0,9961                   | 4,33                    | 4,17                     | 1,5179                                               | 155,5                                  | -                            |
| Benzol                                      | 5,5            | 80,1         | −8           | 0,87565                  | 2,28                    | 0,0                      | 1,5011                                               | 142,2                                  | 95                           |
| Benzonitril                                 | −13            | 190,7        | 70           | 1,0102 (15 °C)           | 25,20                   | 13,51                    | 1,5289                                               | 175,6                                  | -                            |
| Brombenzol                                  | −30,8          | 156          | 51           | 1,4950                   | 5,40                    | 5,17                     | 1,5597                                               | 156,8                                  | -                            |
| 1-Butanol                                   | −89,8          | 117,3        | 34           | 0,8098                   | 17,51                   | 5,84                     | 1,3993                                               | 209,8                                  | -                            |
| tert-Butylmethylether (MTBE)                | −108,6         | 55,3         | −28          | 0,74                     | ?                       | ?                        | 1,3690                                               | 145,2                                  | -                            |
| γ-Butyrolacton                              | −44            | 204–206      | 101          | 1,13                     | 39,1                    | 4,12                     | 1,436                                                | –                                      | -                            |
| Chinolin                                    | −15,6          | 238          | 101          | 1,0929                   | 9,00                    | 7,27                     | 1,6268                                               | 164,7                                  | -                            |
| Chlorbenzol                                 | −45,6          | 132          | 28           | 1,1058                   | 5,62                    | 5,14                     | 1,5241                                               | 156,8                                  | -                            |
| Chloroform                                  | −63,5          | 61,7         | –            | 1,4832                   | 4,81 (20 °C)            | 3,84                     | 1,4459                                               | 163,4                                  | 100                          |
| Cyclohexan                                  | 6,5            | 80,7         | 4,5          | 0,7785                   | 2,02 (20 °C)            | 0,0                      | 1,4266                                               | 130,4                                  | 118                          |
| Dibutylether                                | −98            | 142,5        | 25           | 0,764                    | 4,34 (20 °C)            | 3,9                      | 1,399                                                | 187,6                                  | -                            |
| Diethylenglycol                             | −6,5           | 244,3        | 124          | 1,1197 (15 °C)           | 7,71                    | 7,71                     | 1,4475                                               | 224,9                                  | -                            |
| Diethylether                                | −116,2         | 34,5         | −40          | 0,7138                   | 4,34 (20 °C)            | 4,34                     | 1,3526                                               | 144,6                                  | -                            |
| Dimethylacetamid                            | −20            | 165          | 66           | 0,9366 (25 °C)           | 37,78                   | 12,41                    | 1,4380                                               | 182,7                                  | -                            |
| Dimethylformamid                            | −60,5          | 153          | 67           | 0,9487                   | 37,0                    | 12,88                    | 1,4305                                               | 183,1                                  | -                            |
| Dimethylsulfoxid                            | 18,4           | 189          | 88           | 1,1014                   | 46,68                   | 13,00                    | 1,4770                                               | 188,1                                  | -                            |
| 1,4-Dioxan                                  | 11,8           | 101          | 12           | 1,0337                   | 2,21                    | 1,5                      | 1,4224                                               | 150,0                                  | -                            |
| Eisessig                                    | 16,6           | 117,9        | 42           | 1,0492                   | 6,15 (20 °C)            | 5,60                     | 1,3716                                               | 214,0                                  | -                            |
| Essigsäureanhydrid                          | −73,1          | 139,5        | 49           | 1,0820                   | 20,7 (19 °C)            | 9,41                     | 1,3900                                               | 183,5                                  | -                            |
| Essigsäureethylester                        | −83,6          | 77,06        | −2           | 0,9003                   | 6,02                    | 6,27                     | 1,3723                                               | 159,3                                  | 104                          |
| Ethanol                                     | −114,5         | 78,3         | 18           | 0,7893                   | 24,55                   | 5,77                     | 1,3614                                               | 216,9                                  | 114                          |
| 1,2-Dichlorethan (Ethylendichlorid)         | −35,3          | 83,5         | 13           | 1,2351                   | 10,36                   | 6,2                      | 1,4448                                               | 175,1                                  | -                            |
| Ethylenglycol                               | −13            | 197          | 117          | 1,1088                   | 37,7                    | 7,61                     | 1,4313                                               | 235,3                                  | -                            |
| Ethylenglycoldimethylether                  | −58            | 84           | −6           | 0,8628                   | 7,20                    | 5,70                     | 1,3796                                               | 159,7                                  | -                            |
| Formamid                                    | 2,5            | 210,5        | 175          | 1,1334                   | 111,0 (20 °C)           | 11,24                    | 1,4472                                               | 236,6                                  | -                            |
| n-Hexan                                     | −95            | 68           | −20          | 0,6603                   | 1,88                    | 0,0                      | 1,3748                                               | 129,2                                  | 150                          |
| n-Heptan                                    | −91            | 98           | −4           | 0,684                    | 1,97                    | 0,0                      | 1,387                                                | 130,1                                  | 120                          |
| 2-Propanol (Isopropylalkohol)               | −89,5          | 82,3         | 16           | 0,7855                   | 19,92                   | 5,54                     | 1,3776                                               | 203,1                                  | 100                          |
| Methanol                                    | −97,8          | 64,7         | 6,5          | 0,7914                   | 32,70                   | 5,67                     | 1,3287                                               | 232,0                                  | 120                          |
| 3-Methyl-1-butanol (Isoamylalkohol)         | −117,2         | 130,5        | 42           | 0,8092                   | 14,7                    | 6,07                     | 1,4053                                               | 196,5                                  | -                            |
| 2-Methyl-2-propanol (tert-Butanol)          | 25,5           | 82,5         | 9            | 0,7887                   | 12,47                   | 5,54                     | 1,3878                                               | 183,1                                  | -                            |
| Methylenchlorid (Dichlormethan, DCM)        | −95,1          | 40           | –            | 1,3266                   | 8,93                    | 5,17                     | 1,4242                                               | 171,8                                  | -                            |
| Methylethylketon (Butanon)                  | −86,3          | 79,6         | −4           | 0,8054                   | 18,51 (20 °C)           | 9,21                     | 1,3788                                               | 172,6                                  | -                            |
| N-Methyl-2-pyrrolidon (NMP)                 | −24            | 202          | 245          | 1,03                     | 32,2                    | 4,09                     | 1,47                                                 | –                                      | -                            |
| N-Methylformamid                            | −3,8           | 183          | 111          | 1,011 (19 °C)            | 182,4                   | 12,88                    | 1,4319                                               | 226,1                                  | -                            |
| Nitrobenzol                                 | 5,76           | 210,8        | 81           | 1,2037                   | 34,82                   | 13,44                    | 1,5562                                               | 175,6                                  | -                            |
| Nitromethan                                 | −28,5          | 100,8        | 35           | 1,1371                   | 35,87 (30 °C)           | 11,88                    | 1,3817                                               | 193,5                                  | -                            |
| n-Pentan                                    | −130           | 36           | −49          | 0,6262                   | –                       | –                        | 1,358                                                | 129,7                                  | -                            |
| Petrolether/Leichtbenzin                    | –              | 25–80        | -26          | 0,63–0,83                | –                       | –                        | –                                                    | –                                      | –                            |
| Piperidin                                   | −9             | 106          | 4            | 0,8606                   | 5,8 (20 °C)             | 3,97                     | 1,4530                                               | 148,4                                  | -                            |
| Propanol                                    | −126,1         | 97,2         | 24           | 0,8035                   | 20,33                   | 5,54                     | 1,3850                                               | 211,9                                  | 100                          |
| Propylencarbonat (4-Methyl-1,3-dioxol-2-on) | −48,8          | 241,7        | 130          | 1,2069                   | 65,1                    | 16,7                     | 1,4209                                               | 195,6                                  | -                            |
| Pyridin                                     | −42            | 115,5        | 23           | 0,9819                   | 12,4 (21 °C)            | 7,91                     | 1,5095                                               | 168,0                                  | -                            |
| Schwefelkohlenstoff                         | −110,8         | 46,3         | −30          | 1,2632                   | 2,64 (20 °C)            | 0,0                      | 1,6319                                               | 136,3                                  | -                            |
| Sulfolan                                    | 27             | 285          | 177          | 1,261 (25 °C)            | 43,3 (30 °C)            | 16,05                    | 1,4840                                               | 183,9                                  | -                            |
| Tetrachlorethen                             | −19            | 121          | –            | 1,6227                   | 2,30                    | 0,0                      | 1,5053                                               | 133,3                                  | -                            |
| Tetrachlorkohlenstoff                       | −23            | 76,5         | –            | 1,5940                   | 2,24 (20 °C)            | 0,0                      | 1,4601                                               | 135,9                                  | 110                          |
| Tetrahydrofuran                             | −108,5         | 66           | −22,5        | 0,8892                   | 7,58                    | 5,84                     | 1,4070                                               | 156,3                                  | -                            |
| Toluol                                      | −95            | 110,6        | 7            | 0,8669                   | 2,38                    | 1,43                     | 1,4961                                               | 141,7                                  | 87                           |
| 1,1,1-Trichlorethan                         | −30,4          | 74,1         | –            | 1,3390                   | 7,53 (20 °C)            | 5,24                     | 1,4379                                               | 151,3                                  | -                            |
| Trichlorethen                               | −73            | 87           | –            | 1,4642                   | 3,42 (16 °C)            | 2,7                      | 1,4773                                               | 150,1                                  | -                            |
| Triethylamin                                | −114,7         | 89,3         | −7           | 0,7275                   | 2,42                    | 2,90                     | 1,4010                                               | 139,2                                  | -                            |
| Triethylenglycol                            | −5             | 278,3        | 166          | 1,1274 (15 °C)           | 23,69 (20 °C)           | 9,97                     | 1,4531                                               | 223,6                                  | -                            |
| Triethylenglycoldimethylether (Triglyme)    | –              | 222          | 113          | 0,98                     | 7,5                     | –                        | 1,4233                                               | 161,3                                  | -                            |
| Wasser                                      | 0,0            | 100          | –            | 0,9982                   | 78,39                   | 6,07                     | 1,3330                                               | 263,8                                  | 46                           |

### Tabelle mit alkoholischen Lösungsmitteln und ihren Verdunstungsraten
relativ zu Essigsäure-n-butylester (= 1)
| Lösungsmittel              | Siedep. [°C] | Verdunstungsrate |
| -------------------------- | ------------ | ---------------- |
| Methanol                   | 65           | 2,1              |
| Ethanol                    | 78           | 1,6              |
| 2-Propanol                 | 82           | 1,4              |
| tert-Butanol               | 83           | 0,95             |
| tert-Amylalkohol           | 102          | 0,93             |
| 1-Propanol                 | 97           | 0,86             |
| 2-Butanol                  | 100          | 0,81             |
| 2-Methyl-1-propanol        | 108          | 0,62             |
| 1-Butanol                  | 118          | 0,44             |
| 4-Methyl-2-pentanol (MIBC) | 132          | 0,3              |
| 1-Pentanol (Amylalkohol)   | 137          | 0,2              |
| Diacetonalkohol            | 166          | 0,14             |
| 2-Ethyl-1-butanol          | 146          | 0,11             |
| Hexanol                    | 148          | 0,096            |
| Cyclohexanol               | 161          | 0,05             |
| Tetrahydrofurfurylalkohol  | 178          | 0,03             |
| 2-Ethylhexanol             | 185          | 0,02             |
| 2-Octanol                  | 177          | 0,018            |
| 1-Octanol                  | 196          | 0,007            |
| Benzylalkohol              | 205          | 0,007            |
| 1-Decanol                  | 231          | 0,001            |

### Indifferente Lösungsmittel
Unter einem indifferenten bzw. neutralen Lösungsmittel wird in der Polymerchemie ein Medium verstanden, das
- Abbruch- und Übertragungsreaktionen von Polymerisationen und dadurch auch Polymerisationsgeschwindigkeit und -grad wenig bis nicht beeinflusst.[10]
- für alle Domänen eines Blockcopolymers gleiche Lösungseigenschaften aufweist (das Gegenteil ist ein selektives Lösungsmittel).[11]

## Schwere und leichte Lösemittel
Speziell bei Extraktionen mit oder aus Wasser unterscheidet man zwischen schweren und leichten Lösemitteln, weil je nach Dichte des Lösemittels gegebenenfalls andere Methoden oder andere Apparaturen anzuwenden sind. Lösemittel werden als schwer bezeichnet, wenn die Dichte größer als die von Wasser, und als leicht, wenn sie niedriger ist.

## Technische Regeln für Gefahrstoffe (TRGS)
Unter die Technische Regel für Gefahrstoffe 610 über Ersatzstoffe und Ersatzverfahren für stark lösemittelhaltige Vorstriche und Klebstoffe für den Bodenbereich fallen nur flüchtige organische Stoffe mit einem Siedepunkt bis 200 °C. Solche werden zum Beispiel in Farben, Lacken und Klebstoffen verwendet und können zum Teil unangenehme Gerüche oder explosive Dämpfe freisetzen sowie Gesundheits- und Umweltschäden verursachen. Als lösemittelfrei gelten Produkte, wenn der Lösemittelgehalt des verarbeitungsfertigen Produktes kleiner ist als 0,5 %.
Die als Hochsieder bezeichneten, nur wenig flüchtigen Substanzen mit Siedepunkten über 200 °C gelten dagegen nach deutschem Recht nicht als Lösemittel, sondern als Ersatzstoffe. Im Gegensatz zu den aufgrund ihrer Flüchtigkeit schon wenige Stunden bis Tage nach der Verarbeitung vollständig verdunstenden Lösemitteln können diese in manchen als lösemittelfrei bezeichneten Produkten ersatzweise enthaltenen Hochsieder unter Umständen noch über Monate oder Jahre an die Raumluft abgegeben werden.

## Lösungsmittel in der Chemischen Industrie
Lösungsmittel werden bei vielen Synthesen in der chemischen Industrie, z. B. in der pharmazeutischen Industrie, verwendet. Lösemittelverluste sind eine wichtige Abfallquelle in der industriellen organischen Synthese. Bei mehrstufigen Synthesen von fortgeschrittenen pharmazeutischen Zwischenprodukten (APIs) werden häufig unterschiedliche Lösungsmittel für die verschiedenen Schritte verwendet.
Zur Messung und Visualisierung von u. a. Lösungsmittelverlusten wurden verschiedene Metriken der Grünen Chemie entwickelt. Dazu gehören der vollständige E-Faktor, die Prozessmassenintensität, die Massenintensität und -produktivität sowie die Lösungsmittelintensität.